# Мельхиседек (Сокольников)
Архимандрит Мельхиседек (в миру Максим Петрович Сокольников; 1784, Болхов, Орловская губерния — 6 (19) января 1853, Москва) — архимандрит Русской православной церкви, настоятель Ново-Иерусалимского монастыря, до этого в течение 30 лет был настоятелем Симонова монастыря.

## Биография
Родился в 1784 году в Болхове в купеческой семье. Его родителей звали Пётр Васильевич и Гликерия Степановна Сокольниковы. Приказчиком у его дяди был Лев Наголкин, в будущем знаменитый Оптинский старец.
С юных лет стремился иноческому житию, был учеником старца Василия Кишкина.
В 1797 году Максим Сокольников ушёл в Оптину пустынь, потом он перешёл в Коренную-Рождественскую пустынь Курской губернии, где в 1805 году принял монашеский постриг с именем Мельхиседек.
В 1807 году стал настоятелем Белобережской пустыни.
В 1812 году был определён строителем в Петропавловскую пустынь.
С 18 октября 1813 года — архимандрит Рязанского Троицкого монастыря, а также сделан благочинным над восемью мужскими и женскими монастырями.
5 декабря 1815 года определён настоятелем Пустынно-Рыхловского монастыря Черниговской епархии. Написал историю Рыхловской пустыни.
4 апреля 1820 года награждён орденом Святой Анны 2-й степени.
В 1821 году назначен настоятелем первоклассного Московского Симонова ставропигиального монастыря.
Симонов монастырь был основательно перестроен Мельхиседеком. В 1840 году была построена новая колокольня (древняя звонница при этом была сломана), перестроены церкви, Тихвинский трапезный храм получил два придела (при этом была сломана царская палатка, за что архимандрита критиковал Иванчин-Писарев).
В 1826 году удостоился Высочайшего благоволения Государыни Марии Феодоровны за устроение монастыря.
В 1830 года по причине распространения в столице холеры архимандрит Мельхиседек был духовно начальствующий над временной больницей в Таганской части, жертвовал имущество и утешал страдающих в болезни, посещая все холерные больницы. По закрытии больниц говорил утешительные речи для родственников умерших от холеры, безвозмездно записывая имена умерших в монастырский синодик для вечного помина.
В 1831 году Симонов монастырь и архимандрита Мельхиседека посещал Император Николай I с наследником.
В 1832 году за ревностное попечение об отличном благоустройстве древней Симоновой обители по представлению Святейшего Синода был награждён орденом Равноапостольного князя Владимира 3-й степени.
В 1851 году становится настоятелем Воскресенского Ново-Иерусалимского монастыря.
Слова и приветственные речи архимандрита Мельхиседека изданы в Москве в 1843, 1845 и 1853 годах. Архимандрит Мельхиседек попал на страницы «Былого и дум» Герцена.
Скончался 6 января 1853 года. Похоронен Мельхиседек в Ново-Иерусалимском монастыре, в котором был настоятелем.